# Droga krajowa N85 (Francja)

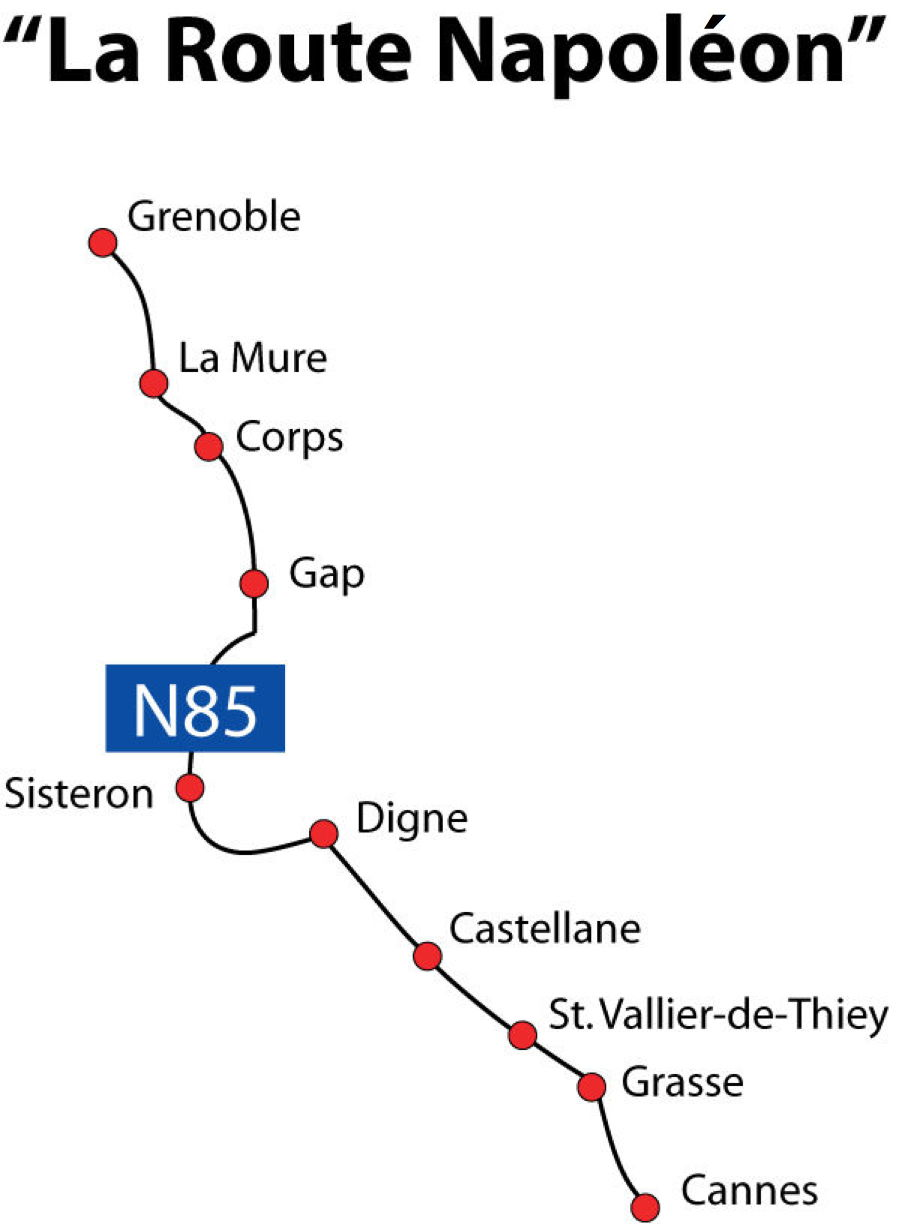
Historyczna Droga Napoleona.

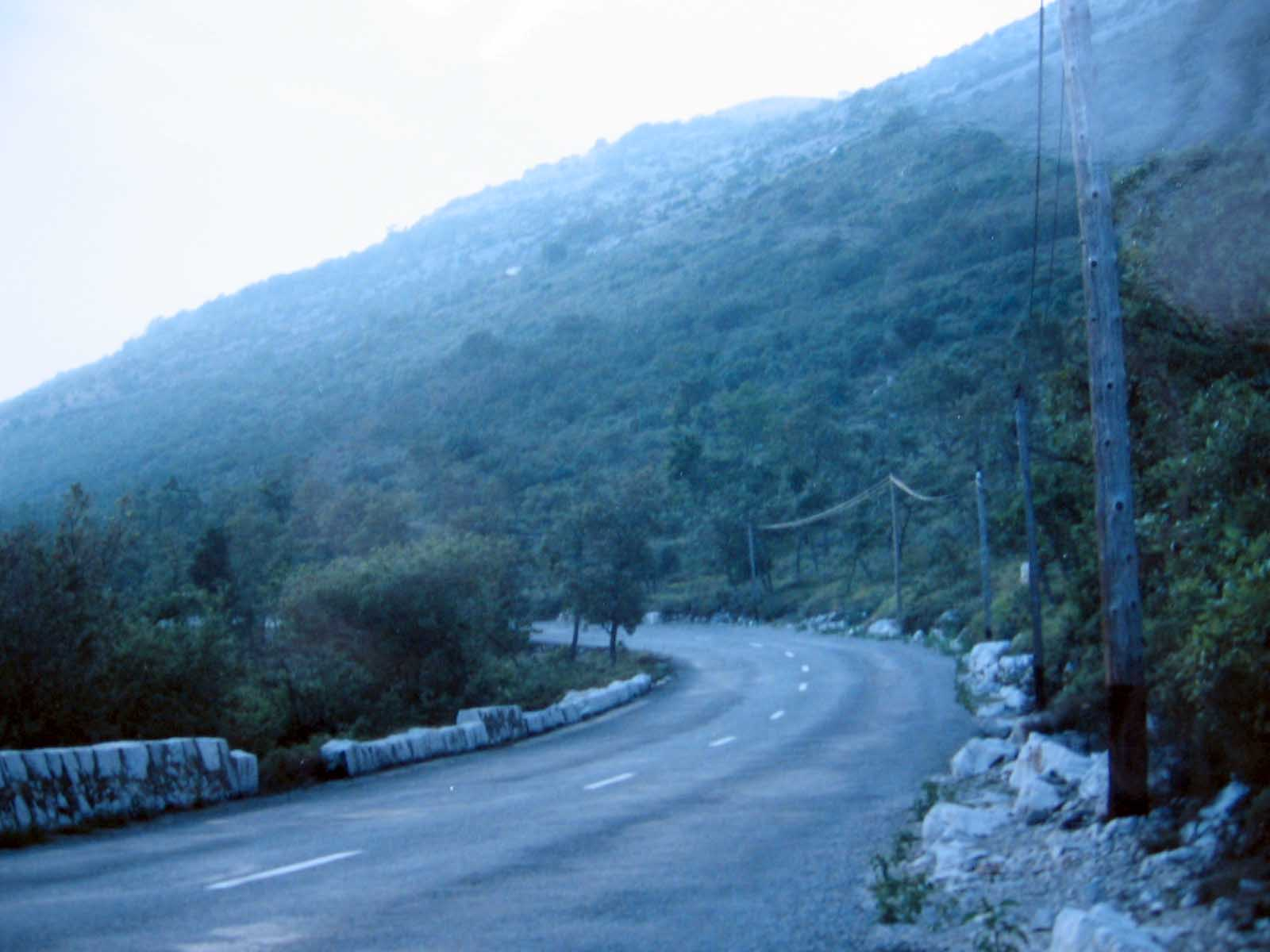
Fragment drogi.

Droga krajowa N85 (fr. Route nationale 85, RN 85, nazywana także Drogą Napoleona) – droga we Francji, łącząca Golfe-Juan z Grenoble. Jest zwana także Drogą Napoleona, ponieważ podąża ona śladem Napoleona Bonaparte, który powracał z wyspy Elba, aby rozpocząć okres 100 dni Napoleona.
Napoleon wraz z małą armią, liczącą 1200 żołnierzy podążał tą drogą 1 marca 1815 roku. Po zejściu na ląd w Zatoce Juan (fr. Golfe Juan) obrał kierunek na Grasse, aby przejść przez Alpy poprzez dolinę rzeki Durance. Na drodze doszło do spotkania na Łące Laffrey żołnierzami batalionu armii króla Ludwika XVIII.

## Wypadki na drodze

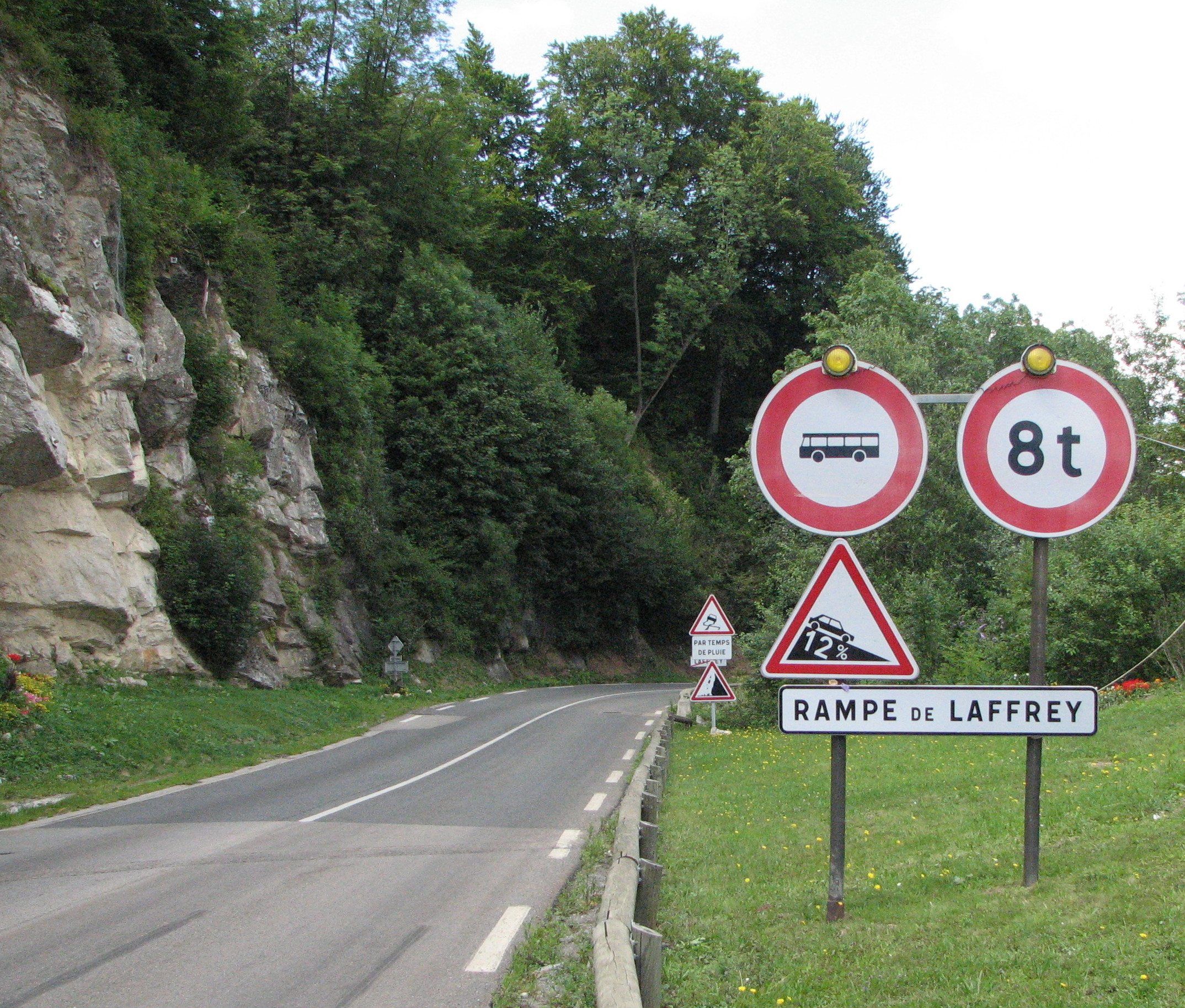
Wjazd na odcinek Rampe de Laffrey od strony miejscowości Laffrey (2007)

Szczególnie niebezpiecznym fragmentem drogi jest odcinek Laffrey – Vizille nazywany Rampe de Laffrey. Odcinek ten jest mocno spadzisty (średnio 12%), przejeżdżać nim nie mogą pojazdy o masie ponad 7,5 tony (do 2009 roku ponad 8 ton) oraz autobusy z wyłączeniem pojazdów uprawnionych.
7 września 1970 roku w wypadku autokaru w miejscowości Grenoble zginęło pięciu niewidomych francuskich pielgrzymów, wracających z sanktuarium maryjnego La Salette.
Najbardziej dramatyczny wypadek miał miejsce 18 lipca w 1973 roku, na stromym i krętym zjeździe, kiedy zginęło 43 Belgów. Jeden z ocalałych relacjonował, że zanim doszło do wypadku, kierowca autokaru krzyczał, że „nie działają hamulce”. Pojazd przerwał barierę obronną i runął do koryta rzeki Romanche 20 metrów w dół. Mimo ograniczenia prędkości do 40 km na godzinę, autokar miał jechać ponad 100 km na godzinę.
Dwa lata później na tej samej drodze doszło do kolejnej tragedii. 2 kwietnia 1975 w tym właśnie miejscu zginęło 29 Francuzów, którzy wracali z La Salette. Jak podaje agencja France Presse, autokar osiągnął prędkość aż 120 km na godzinę.
22 lipca 2007 wydarzył się wypadek autokarowy z uczestnictwem polskich turystów: 26 osób zginęło, 24 zostały ciężko ranne, gdy autokar wiozący polskich pielgrzymów, wskutek przegrzania hamulców wypadł z zakrętu.